# Beugnies
Beugnies település Franciaországban, Nord megyében. Lakosainak száma 608 fő (2022. január 1.). Beugnies Wattignies-la-Victoire, Sars-Poteries, Semousies, Bas-Lieu, Dimont, Dourlers, Felleries, Flaumont-Waudrechies és Floursies községekkel határos.

## Népesség
A település népességének változása:
| Lakosok száma | 638  | 628  | 635  | 630  | 624  | 619  | 611  | 608  |
|               | 2013 | 2015 | 2017 | 2018 | 2019 | 2020 | 2021 | 2022 |